# Alessandria della Rocca
Alessandria della Rocca é uma comuna italiana da região da Sicília, província de Agrigento, com cerca de 3.787 habitantes. Estende-se por uma área de 61 km², tendo uma densidade populacional de 62 hab/km². Faz fronteira com Bivona, Cianciana, San Biagio Platani, Sant'Angelo Muxaro, Santo Stefano Quisquina.

## Demografia
| Variação demográfica do município entre 1861 e 2011                               |
|                                                                                   |
| Fonte: Istituto Nazionale di Statistica (ISTAT) - Elaboração gráfica da Wikipedia |